# Ibiracatu
Ibiracatu is een gemeente in de Braziliaanse deelstaat Minas Gerais. De gemeente telt 5.936 inwoners (schatting 2009).

## Aangrenzende gemeenten
De gemeente grenst aan Lontra, Pedras de Maria da Cruz, São João da Ponte en Varzelândia.